# Anagallis barbata
Anagallis barbata är en viveväxtart som först beskrevs av Peter Geoffrey Taylor, och fick sitt nu gällande namn av F.K. Kupicha. Anagallis barbata ingår i släktet Anagallis och familjen viveväxter. Inga underarter finns listade i Catalogue of Life.